# Darley Dale

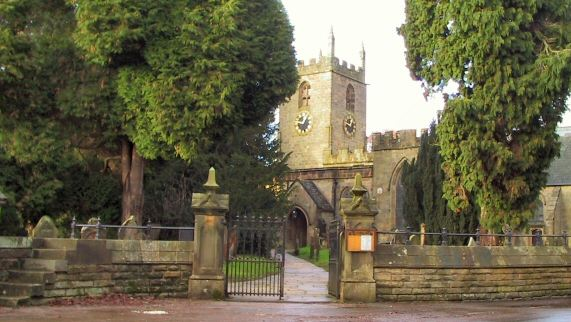
St.Helens Church i Darley Dale.

Darley Dale är en stad och civil parish i Derbyshire Dales i Derbyshire i England. Orten har 5 413 invånare (2011).